# Johann von Kirchbach auf Lauterbach

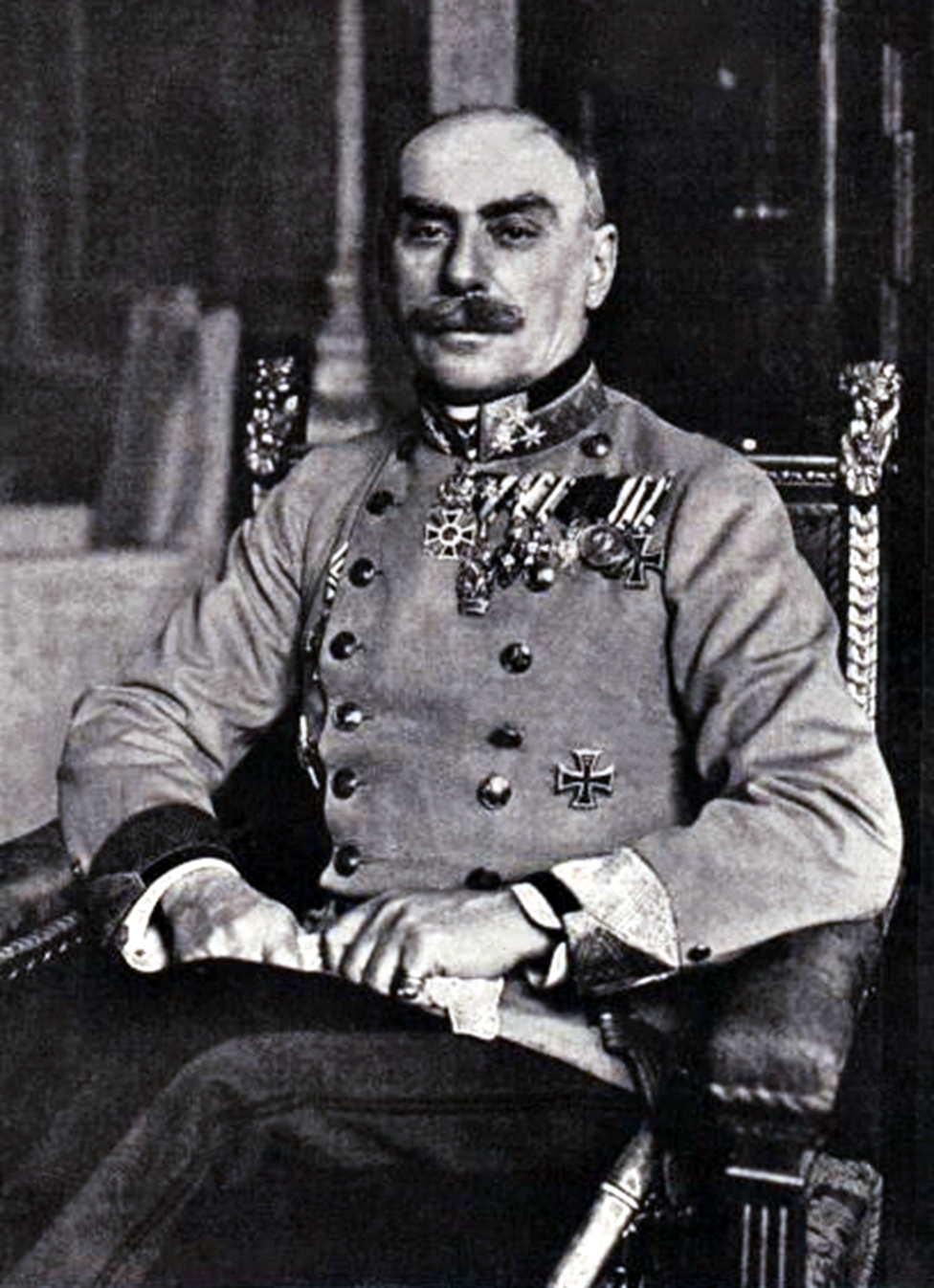
Johann Freiherr von Kirchbach auf Lauterbach

Johann Ferdinand Franz Freiherr von Kirchbach auf Lauterbach (* 7. September 1858 in Kronstadt; † 3. Oktober 1920 in Wien) war ein k. u. k. Geheimer Rat und General der Infanterie im  Ersten Weltkrieg sowie letzter kaiserlicher Stadtkommandant von Wien.

## Herkunft und Familie
Johann entstammte der sächsischen Linie des Adelsgeschlechts Kirchbach. Er war der Sohn des Feldmarschalleutnants (Rang vom 1. November 1871) Hans Ferdinand (* 28. Oktober 1804; † 1. Februar 1876 in Graz) aus seiner am 7. Juni 1854 in Wien geschlossenen Ehe mit Adelheid Franziska Josepha Freiin von Riefel (* 17. Juni 1826 in Wien; † 27. April 1899 in Görz) und jüngerer Bruder des Generalobersts Hans Karl (1856–1939).
Seit ihrer Umsiedlung nach Österreich führte die Familie den alten schwedischen Freiherrentitel (18. Juni 1720), doch wurde das offizielle Führen desselben in Österreich den beiden Brüdern und ihren zwei weiteren Geschwistern erst am 31. Mai 1909 mit dem Prädikat „auf Lauterbach“ von Kaiser Franz Joseph I. genehmigt.

## Biographie

### Jahre der Entwicklung

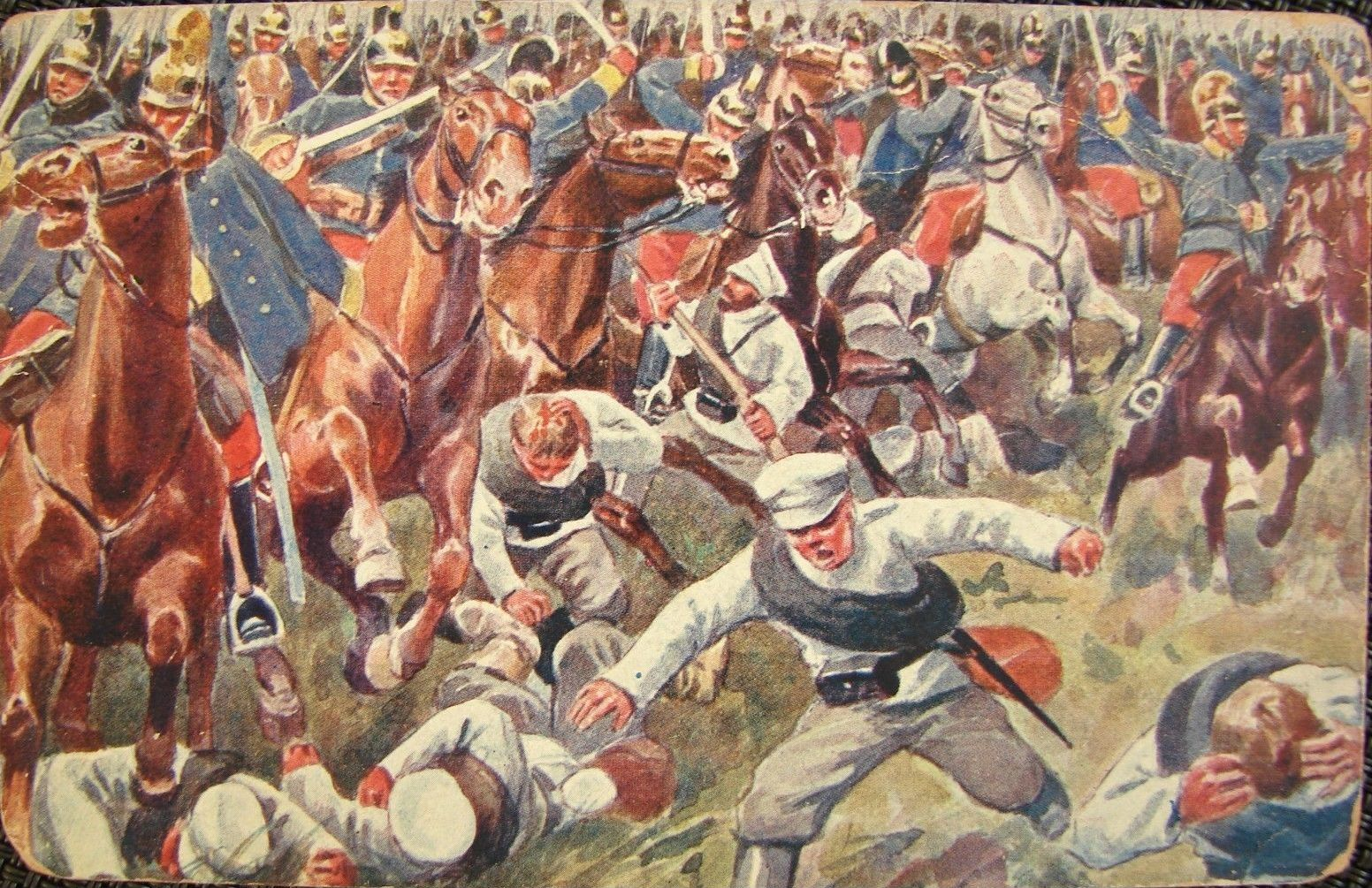
Schlacht von Krasnik, 23. August 1914

Der junge Kirchbach besuchte zuerst ein Gymnasium in Graz und wechselte alsbald an das Militär-Realgymnasium in St. Pölten. Nach dessen Abschluss wurde er an der Theresianische Militärakademie in der Wiener Neustadt aufgenommen, von der er am 24. April 1879 als Leutnant zum Feldjägerbataillon Nr. 10 entlassen wurde und bereits 1880 zum Feldjägerbataillon Nr. 2 wechselte. In der darauffolgenden Zeit frequentierte er die Kriegsschule. Am 1. Mai 1884 zum Oberleutnant befördert, fand er ab 1885 Verwendung im Generalstab, wo er am 1. April 1888 zum Hauptmann vorrückte. Von 1891 bis 1894 fungierte er als Lehrer für Taktik an der Militärakademie in der Wiener Neustadt. Nach dieser erfolgreichen Tätigkeit wurde er wieder zum Generalstab übersetzt und avancierte am 1. Mai 1895 zum Major, sodann am 1. November 1897 zum Oberstleutnant.
Bereits am 1. Februar 1901 (Rang vom 1. November 1900) rückte er zum Oberst und Generalstabschef des XIV. Armeekorps vor. Er war Nachfolger von Oberst Erwin Ritter von Krismanic und behielt diese Position bis November 1906.

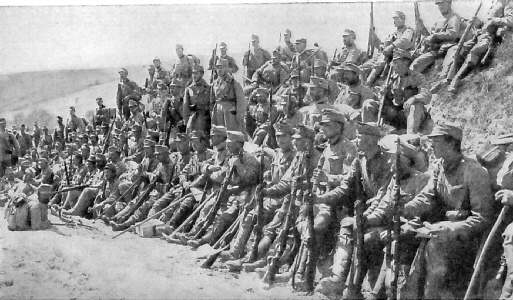
Österreich-ungarische Infanterie bei einer Rast während eines laufenden Vorstoßes 1914

### Als General
Mit Rang vom 3. Mai 1907 wurde er zum Generalmajor und Kommandanten der 12. (bis 4. Dezember 1908), danach der 55. Infanteriebrigade, kurz darauf, am 18. Oktober 1910 zum Befehlshaber der k.u.k. 8. Infanterietruppendivision in Bozen und am 29. April 1911 zum Feldmarschallleutnant ernannt.
Zu Beginn des Ersten Weltkriegs nahm er mit seiner 8. Division an der und Schlacht von Kraśnik und Lemberg teil, übergab sie aber im September 1914 an Generalmajor Ludwig von Fabini, um General der Infanterie Blasius Schemua im Kommando des II. Armeekorps zu ersetzen. Kurz danach wurde er durch allerhöchste Entschließung mit Rang vom 16. Februar 1915 zum General der Infanterie befördert und focht mit seinem Korps im September 1915 an der Wolhynischen Front, wurde aber alsbald krankgemeldet und mit Wartegebühr beurlaubt, bis er zum 10. Jänner 1916 reaktiviert und zum Stadtkommandanten von Wien ernannt wurde. Dieses Amt bekleidete er bis zum Kriegsende.
Nachdem der Freiherr am 3. Mai 1916 mit dem Titel eines Geheimen Rates geehrt worden war, erfolgte im Juli 1918 für den Träger zahlreicher in- und ausländischer Auszeichnungen, darunter dem Komturkreuz des Österreichisch-kaiserlichen Leopold-Ordens, dem Orden der Eisernen Krone 3. Klasse, dem k. k. Militärverdienstkreuz 3. Klasse mit der Kriegsdekoration (KD.) sowie dem Eisernen Kreuz 1. Klasse, die Dekoration mit dem Großkreuz des Kaiserlich-Österreichischen Franz-Joseph-Ordens durch Kaiser Karl I. und schließlich zum 1. Januar 1919 seine Versetzung in den Ruhestand.
In Folge seiner bereits 1915 aufgetretenen schweren Krankheit verstarb der Offizier mit gerade erst 62 Jahren in Wien. Dem letzten kaiserlichen Militärkommandanten von Wien, widmete Wilhelm Wacek den von ihm komponierten „Freiherr von Kirchbach-Marsch“.
In der Fachliteratur lautet der Vorname Kirchbachs in der Regel „Johann“, doch erscheint er im ÖBL unter Ferdinand, im Gothaischen Taschenbuch unter Hans Ferdinand.

## Wappen

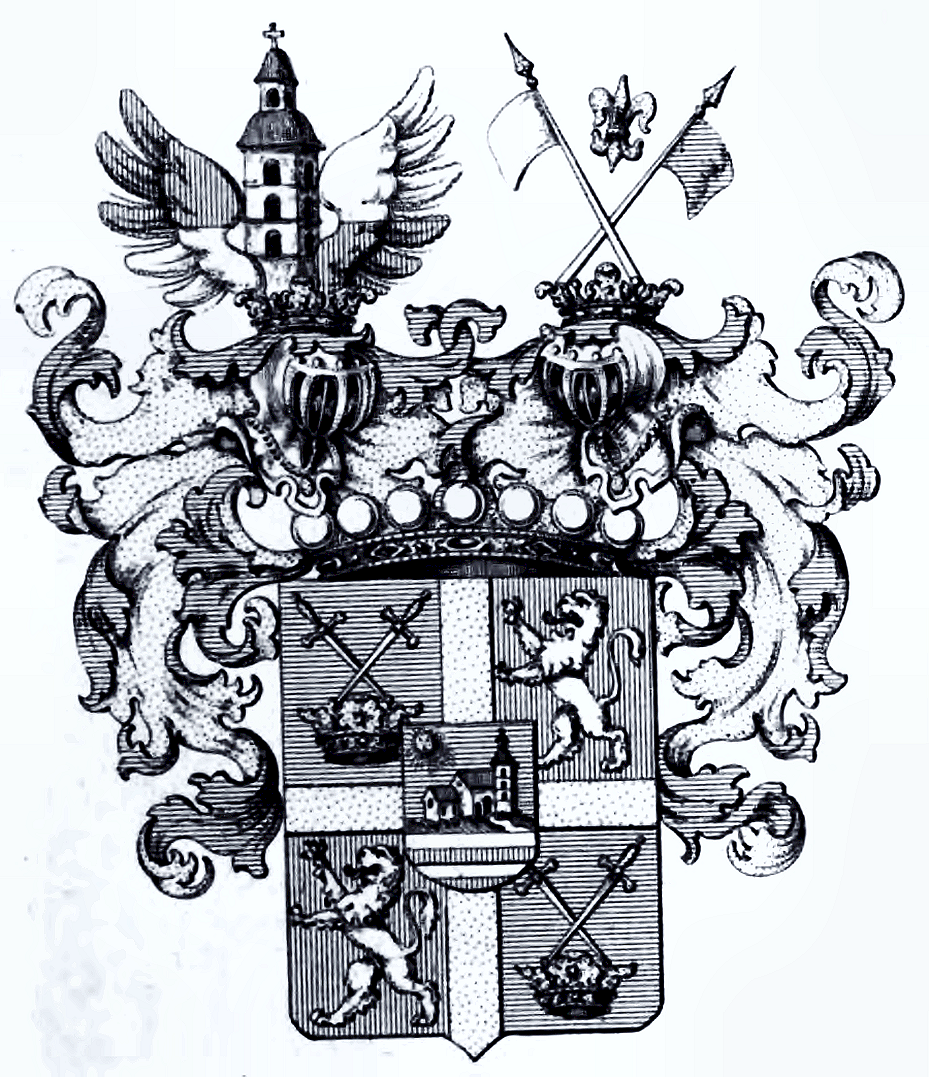
Wappen der Freiherren von Kirchbach auf Lauterbach

1720/1909: Schild durch ein goldenes Tatzenkreuz quadriert mit Herzschild, darin über von Silber und Rot dreimal geteiltem Schildesfuß in Blau auf grünem Rasen eine silberne Kirche mit rotem Dach und silbernem Kreuz, aus deren Tor ein silberner Bach fließt, im rechten oberen Eck eine strahlende goldene Sonne. 1 und 4 in Blau unter zwei geschrägt golden begrifften, silbernen Schwertern eine goldene Adelskrone, 2 und 3 in Rot je ein rechtsgekehrter aufgerichteter silberner Löwe (nach einigen: Leopard). Auf dem Schild ruht die Freiherrnkrone, darüber zwei Helme: Auf dem rechten zwischen offenem, von Silber und Rot übereck geteiltem Fluge ein silberner Kirchturm mit rotem Dach; auf dem linken zwischen zwei Fähnchen an goldenen Turnierlanzen mit je zwei goldenen Troddeln, das rechte silbern mit blauem Rand, das linke blau, eine goldene Lilie. Die Decken sind blau-golden. In Darstellungen mit Schildhalter: Zwei vorwärtssehende natürliche Löwen (bzw. Leoparden).